# 原田ちあき
原田 ちあき（はらだ ちあき、1990年9月1日 - ）は、日本のイラストレーター、漫画家。
そのほかにも美術家、キュレーターなど活動が多岐にわたるため、自らの職業を「よいこのための悪口メーカー」と称し活動している。

## 略歴
- 芸能事務所Ｇオフィスに所属
- 株式会社タグビームに業務提携
- 大阪府大阪市出身、中学時代の美術教師が亡くなったことをきっかけに大阪府立港南造形高等学校へ入学[2]
- 高校卒業後劇団東俳に入団しお笑いを学び、劇団脱退後イラストや絵画を描き始め発表するようになる
- 2014年よりフリーのイラストレーターとしての活動を開始
- 2017年TVQ九州放送のテレビ番組における大喜利大会にておほしんたろう、和田ラヂヲをやぶり優勝をおさめている[3]
- 2019年9月より京都造形芸術大学の非常勤講師を務める
- ライブドアブログ OF THE YEAR 2019インフルエンサー賞受賞
- 2019年7月17日に空きっ腹に酒の田中幸輝との結婚を発表した。

## 人物
イラストのほとんどに吹き出しが添えられており、原田はその吹き出しの内容をまとめて「よいこのための悪口」と表現している。涙を流す少女とカラフル色使いが特徴。
イラストに関して「私の絵を見た誰かが「こんなことを思っているのは私だけじゃないんだ」とほっとした気持ちになってくれればいいな」と発言している。
原田の作品を見た古舘伊知郎は「ロールケーキの上に昆布が乗っているような感じ」と表現した。
影響を受けた人物は楳図かずお、荒木飛呂彦、サルバドールダリ、吉田戦車。

## 著書
- 画集「ひとりずもう」（シカク出版）2015年8月 ISBN 978-4909004710
- 制作展示写真集「おおげんか」（シカク出版）2015年8月 ISBN 978-4909004727
- 原田ちあきの挙動不審日記（祥伝社）2016年5月15日 ISBN 978-4396791025
- 誰にも見つからずに泣いてる君は優しい（大和書房）2018年3月29日 ISBN 978-4479393047
- 手から毒がでるねこのはなし（ソニー・ミュージックエンタテインメント） 2020年2月14日 ISBN 978-4789736879

## 連載
- charmmy「原田ちあきの人生劇場」
- 大和書房「しぶとい女」
- ソニーミュージック es「やはり猫にはかなわない」

## イラストレーション
- ゲスの極み乙女。 「ゲス乙女集会 vol.4 ～幕張編～」　OPアニメ[6]  「大展開」グッズデザイン
- sukekiyo グッズデザイン
- クリープハイプ 「ストリップ歌小屋 2017」グッズデザイン
- 相沢梨紗（でんぱ組.inc）  「美術展 -メメ-」メインビジュアル   「RISATAN2018」グッズデザイン   「-Solution-」グッズデザイン
- ウルフルズ クリアアサヒ Presents OSAKAウルフルカーニバル ウルフルズがやって来る！ヤッサ2018 ガッチューOSAKA！グッズデザイン
- ゲッターズ飯田 五星三心占い2019（セブン&アイ出版）電車広告デザイン
- 大森靖子 女子鬼才絵描×大森靖子直筆痛歌詞Tシャツ
- アーバンギャルド 鬱フェスコラボTシャツデザイン
- 平川大輔 「王様ジャングル」パンフレット内の「平川大輔大解剖図」をデザイン
- リアルアキバボーイズ 結成10周年記念Ｔシャツデザイン
- ヴィレッジヴァンガード 2018年福袋デザイン
- バックドロップシンデレラ 『ブラスト和尚〜完全版〜』MVイラスト
- やついいちろう YATSUI FESTIVAL!2018公式グッズデザイン
- へきトラハウス ジンカワグチPresents ここまで来たか、トランジスタ LIVE2018グッズデザイン
- 怪人二十面奏 コラボグッズデザイン
- むぎ (猫) グッズデザイン
- TEAM SHACHI 映画「燃えよ！失敗女子」メインビジュアルデザイン
- 花江夏樹×八代拓  「花江八代のえびみそらーめん」デザイン
- インスタントラーメン  「乙女麺」パッケージデザイン
- 味の素冷凍食品ギョーザ専用「ひっくりかえし皿」コラボ絵皿デザイン

- 「NU茶屋町」  2020クリスマスコラボデザイン
- 「あやしい絵展」  グッズイラスト提供

### カバーイラスト
飴村行「ジムグリ」(集英社文庫)
高塚謙太郎 「ハポン絹莢」（思潮社）

### CDジャケット
Su凸ko D凹koi 『腐っても私』
笹口騒音『8才記念盤』
THE 夏の魔物『音楽の魔物』
爆裂女子-Burst Girl-『最底辺ロマンス』

## メディア出演

### テレビ出演
- テレビ東京「共感百景」（2016年1月2日）
- TVQ九州放送「おっほ〜ゴッホみたいに言うな!!〜」（2016年10月9日 -2018年3月25日 ）準レギュラー
- NHK総合テレビジョン「あさイチ」（2017年4月6日）
- 出川哲朗の充電させてもらえませんか?（2017年11月11日）
- テレビ東京「女ウラミ飯」ロゴ、イラストデザイン（2017年10月5日）
- 日本テレビ「今夜くらべてみました」（2018年10月31日・2020年9月9日）
- フジテレビ「人間性暴露ゲーム輪舞曲～RONDO～」ロゴ、イラストデザイン（2019年11月15日）
- 日本テレビ「上田と女が吠える夜」（2023年3月1日）

### ラジオ出演
- 文化放送『A&Gリクエストアワー 阿澄佳奈のキミまち!』（2020年5月30日 - ）「キミまち!イベントなび」コーナーレギュラー（レポーター）

### 映画出演
- 「想像だけで素晴らしいんだ -GO TO THE FUTURE-」

### 雑誌掲載
- プレイボーイ（集英社）増刊号NEW YEAR2019

### その他
- LINE NEWS『原田ちあきの明日も可愛く生きようね』

## イベント出演
2017年
MIKROCK'17
SAKAE SP-RING 2017
りんご音楽祭
全感覚祭
京都国際映画祭2017
2018年
SAKAE SP-RING 2018
YATSUI FESTIVAL!2018
北九州国際漫画大賞表彰式
2019年
YATSUI FESTIVAL!2019
2019年

## 自主企画展示・イベント
- 2013年 「よく濡れたあの娘と食卓を囲む技法」
- 2014年 「ふしだらな潔癖」
- 2014年 「きみでおめかし」[7]
参加作家：うえむら・紙切り君・内山ユニコ・風見2・シカトコ・春泥・しおひがり・ともわか・中村杏子・水野しず・やばいちゃん・原田ぬこ・小山健・巽千沙都
- 2015年 「これでおしまい」
- 2015年 「じだんだだんす」（東京大阪巡回個展）[8]
- 2015年 「きみでおめかし2」[9]
参加作家、森もりこ・西村ツチカ・あけたらしろめ・谷口菜津子・しりもと・小林銅蟲・町あかり・すあだ
- 2016年 「嘘でもしあわせ」（台湾個展）
- 2017年 「ハラカフェ」原田ちあき×メルカフェ・コラボカフェ
- 2017年 「ちゃらんぽらん」（ヴィレッジヴァンガード新京極店）
- 2017年 「きみでおめかし3」（東京自由が丘）
参加作家：ゆりやんレトリィバァ・レイザーラモンHG・やしろあずき・中村杏子・ともわか・吉本ユータヌキ・アリムラモハ・うえむら・内山ユニコ・おほしんたろう・田中光・ささこ・シカトコ・春泥・しおひがり・すあだ・世紀末・トミムラコタ
- 2018年「ハラカフェ2」原田ちあき×メルカフェ・コラボカフェ
- 2018年「私じゃなかった」（台湾個展）
- 2019年「よいこのお正月フェス」（なんばHach）
- 2019年「ブティックハラダ」原田ちあき×SPINNS

## その他の展示
- 大おっほ博（2016年）
- でんでんハロウィンナイト（2016年）
- でんぱ組.inc相沢梨紗キュレーション展 - メメ -（2016年）
- 「DCON」（ロサンゼルス）（2017年）
- 「おかえり!快獣ブースカ展」（2018年）
- 「タツノコラボ店」（2018年）
- 「北斗の拳35周年記念『北斗伝承展』 IN BAYSIDE PLACE HAKATA」（2018年）